# Dreiseengebiet (Bayern)
Das Dreiseengebiet bezeichnet eine Folge von drei Seen in den Chiemgauer Alpen. Dazu gehören der Weitsee auf dem Gebiet der Gemeinde Reit im Winkl, der Mittersee und der Lödensee auf dem Gebiet der Gemeinde Ruhpolding entlang der Deutschen Alpenstraße (B 305) zwischen Seegatterl und Seehaus.
Sie sind in ein Tal zwischen Dürrnbachhorn und Gurnwandkopf eingebettet und haben keinen oberirdischen Abfluss. Alle drei Seen befinden sich im Naturschutzgebiet Östliche Chiemgauer Alpen. Die Seen sind in der Umgebung sehr beliebte Badeseen.
Koordinaten: 47° 41′ 18″ N, 12° 34′ 37″ O